# Lijst van gouverneurs van Texas
Dit is een lijst met gouverneurs van de Amerikaanse staat Texas.

## Gouverneurs van Texas (1846–heden)
| Nr.    | Gouverneur van Texas Governor of Texas | Gouverneur van Texas Governor of Texas | Gouverneur van Texas Governor of Texas | Ambtstermijn     | Ambtstermijn      | Partij(en) | Verkiezing(en) |
| ------ | -------------------------------------- | -------------------------------------- | -------------------------------------- | ---------------- | ----------------- | ---------- | -------------- |
| 1      |                                        | James Pinckney Henderson               | James Pinckney Henderson (1808–1858)   | 19 februari 1846 | 21 december 1847  | D          | 1845           |
| 2      |                                        | George Wood                            | George Wood (1808–1858)                | 19 februari 1846 | 21 december 1847  | D          | 1847           |
| 3      |                                        | Peter Hansborough Bell                 | Peter Hansborough Bell (1808–1858)     | 19 februari 1846 | 21 december 1847  | D          | 1946           |
| 4      |                                        | James Wilson Henderson                 | James Wilson Henderson (1808–1858)     | 19 februari 1846 | 21 december 1847  | D          | 1946           |
| 5      |                                        | Elisha Pease                           | Elisha Pease (1812–1883)               | 2 december 1974  | 6 december 1982   | NU         | 1849           |
| 5      | 1978                                   | Elisha Pease                           | Elisha Pease (1812–1883)               | 2 december 1974  | 6 december 1982   | NU         |                |
| 6      |                                        | Hardin Runnels                         | Hardin Runnels (1808–1858)             | 19 februari 1846 | 21 december 1847  | D          | 1946           |
| 7      |                                        | Sam Houston                            | Sam Houston (1793–1863)                | 20 december 1859 | 16 maart 1861     | O          | 1859           |
| 8      |                                        | Edward Clark                           | Edward Clark (1808–1858)               | 16 maart 1861    | 7 november 1861   | D          | 1859           |
| 9      |                                        | Francis Lubbock                        | Francis Lubbock (1815–1815)            | 7 november 1861  | 5 november 1863   | D          | 1861           |
| 10     |                                        | Pendleton Murrah                       | Pendleton Murrah (1824–1865)           | 5 november 1863  | 15 juni 1865      | D          | 1863           |
| 11     |                                        | Andrew Jackson Hamilton                | Andrew Jackson Hamilton (1815–1875)    | 15 juni 1865     | 9 augustus 1866   | D          | 1863           |
| 12     |                                        | James Throckmorton                     | James Throckmorton (1825–1894)         | 9 augustus 1866  | 7 augustus 1867   | D          | 1866           |
| 13     |                                        | Elisha Pease                           | Elisha Pease (1812–1883)               | 7 augustus 1867  | 30 september 1869 | R          | 1866           |
| Vacant |                                        |                                        |                                        |                  |                   |            | 1866           |
| 14     |                                        | Edmund Davis                           | Edmund Davis (1827–1883)               | 8 januari 1870   | 14 januari 1874   | R          | 1869           |
| 15     |                                        | Richard Coke                           | Richard Coke (1829–1897)               | 14 januari 1874  | 1 december 1876   | D          | 1873           |
| 15     | 1876                                   | Richard Coke                           | Richard Coke (1829–1897)               | 14 januari 1874  | 1 december 1876   | D          |                |
| 16     |                                        | Richard Hubbard                        | Richard Hubbard (1832–1901)            | 1 december 1876  | 20 januari 1879   | D          |                |
| 17     |                                        | Oran Roberts                           | Oran Roberts (1815–1898)               | 20 januari 1879  | 16 januari 1883   | D          | 1878           |
| 17     | 1880                                   | Oran Roberts                           | Oran Roberts (1815–1898)               | 20 januari 1879  | 16 januari 1883   | D          |                |
| 18     |                                        | John Ireland                           | John Ireland (1827–1898)               | 16 januari 1883  | 17 januari 1887   | D          | 1882           |
| 18     | 1884                                   | John Ireland                           | John Ireland (1827–1898)               | 16 januari 1883  | 17 januari 1887   | D          |                |
| 19     |                                        | Lawrence Sullivan Ross                 | Lawrence Sullivan Ross (1838–1898)     | 17 januari 1887  | 20 januari 1891   | D          | 1886           |
| 19     | 1888                                   | Lawrence Sullivan Ross                 | Lawrence Sullivan Ross (1838–1898)     | 17 januari 1887  | 20 januari 1891   | D          |                |
| 20     |                                        | Jim Hogg                               | Jim Hogg (1851–1906)                   | 20 januari 1891  | 15 januari 1895   | D          | 1890           |
| 20     | 1892                                   | Jim Hogg                               | Jim Hogg (1851–1906)                   | 20 januari 1891  | 15 januari 1895   | D          |                |
| 21     |                                        | Charles Culberson                      | Charles Culberson (1855–1925)          | 15 januari 1895  | 19 januari 1899   | D          | 1894           |
| 21     | 1898                                   | Charles Culberson                      | Charles Culberson (1855–1925)          | 15 januari 1895  | 19 januari 1899   | D          |                |
| 22     |                                        | Joseph Sayers                          | Joseph Sayers (1846–1908)              | 19 januari 1899  | 20 januari 1903   | D          | 1898           |
| 22     | 1900                                   | Joseph Sayers                          | Joseph Sayers (1846–1908)              | 19 januari 1899  | 20 januari 1903   | D          |                |
| 23     |                                        | Samuel Lanham                          | Samuel Lanham (1846–1908)              | 20 januari 1903  | 15 januari 1907   | D          | 1902           |
| 23     | 1904                                   | Samuel Lanham                          | Samuel Lanham (1846–1908)              | 20 januari 1903  | 15 januari 1907   | D          |                |
| 24     |                                        | Thomas Campbell                        | Thomas Campbell (1856–1923)            | 15 januari 1907  | 17 januari 1911   | D          | 1906           |
| 24     | 1908                                   | Thomas Campbell                        | Thomas Campbell (1856–1923)            | 15 januari 1907  | 17 januari 1911   | D          |                |
| 25     |                                        | Oscar Colquitt                         | Oscar Colquitt (1861–1940)             | 17 januari 1911  | 20 januari 1915   | D          | 1910           |
| 25     | 1912                                   | Oscar Colquitt                         | Oscar Colquitt (1861–1940)             | 17 januari 1911  | 20 januari 1915   | D          |                |
| 26     |                                        | James Edward Ferguson                  | James Edward Ferguson (1871–1944)      | 20 januari 1915  | 25 augustus 1917  | D          | 1914           |
| 26     | 1916                                   | James Edward Ferguson                  | James Edward Ferguson (1871–1944)      | 20 januari 1915  | 25 augustus 1917  | D          |                |
| 27     |                                        | William Hobby                          | William Hobby (1878–1964)              | 25 augustus 1917 | 18 januari 1921   | D          |                |
| 27     | D                                      | William Hobby                          | William Hobby (1878–1964)              | 25 augustus 1917 | 18 januari 1921   | 1918       |                |
| 28     |                                        | Pat Morris Neff                        | Pat Morris Neff (1871–1952)            | 18 januari 1921  | 20 januari 1925   | D          | 1920           |
| 28     | 1922                                   | Pat Morris Neff                        | Pat Morris Neff (1871–1952)            | 18 januari 1921  | 20 januari 1925   | D          |                |
| 29     |                                        | Miriam Ferguson                        | Miriam Ferguson (1875–1861)            | 20 januari 1925  | 17 januari 1927   | D          | 1924           |
| 30     |                                        | Dan Moody                              | Dan Moody (1893–1966)                  | 17 januari 1927  | 20 januari 1931   | D          | 1926           |
| 30     | 1928                                   | Dan Moody                              | Dan Moody (1893–1966)                  | 17 januari 1927  | 20 januari 1931   | D          |                |
| 31     |                                        | Ross Sterling                          | Ross Sterling (1875–1949)              | 20 januari 1931  | 17 januari 1933   | D          | 1930           |
| 32     |                                        | Miriam Ferguson                        | Miriam Ferguson (1875–1861)            | 17 januari 1933  | 15 januari 1935   | D          | 1932           |
| 33     |                                        | James Allred                           | James Allred (1899–1959)               | 15 januari 1935  | 17 januari 1939   | D          | 1934           |
| 33     | 1936                                   | James Allred                           | James Allred (1899–1959)               | 15 januari 1935  | 17 januari 1939   | D          |                |
| 34     |                                        | Lee O'Daniel                           | Lee O'Daniel (1890–1969)               | 17 januari 1939  | 4 augustus 1941   | D          | 1938           |
| 34     | 1940                                   | Lee O'Daniel                           | Lee O'Daniel (1890–1969)               | 17 januari 1939  | 4 augustus 1941   | D          |                |
| 35     |                                        | Coke Stevenson                         | Coke Stevenson (1888–1975)             | 4 augustus 1941  | 21 januari 1947   | D          |                |
| 35     | D                                      | Coke Stevenson                         | Coke Stevenson (1888–1975)             | 4 augustus 1941  | 21 januari 1947   | 1942       |                |
| 35     | D                                      | Coke Stevenson                         | Coke Stevenson (1888–1975)             | 4 augustus 1941  | 21 januari 1947   | 1944       |                |
| 36     |                                        | Beauford Jester                        | Beauford Jester (1893–1949)            | 21 januari 1947  | 11 juli 1949      | D          | 1946           |
| 36     | 1948                                   | Beauford Jester                        | Beauford Jester (1893–1949)            | 21 januari 1947  | 11 juli 1949      | D          |                |
| 37     |                                        | Allan Shivers                          | Allan Shivers (1907–1985)              | 11 juli 1949     | 15 januari 1957   | D          |                |
| 37     | D                                      | Allan Shivers                          | Allan Shivers (1907–1985)              | 11 juli 1949     | 15 januari 1957   | 1950       |                |
| 37     | D                                      | Allan Shivers                          | Allan Shivers (1907–1985)              | 11 juli 1949     | 15 januari 1957   | 1952       |                |
| 37     | D                                      | Allan Shivers                          | Allan Shivers (1907–1985)              | 11 juli 1949     | 15 januari 1957   | 1954       |                |
| 38     |                                        | Price Daniel                           | Price Daniel (1910–1988)               | 15 januari 1957  | 15 januari 1963   | D          | 1956           |
| 38     | 1958                                   | Price Daniel                           | Price Daniel (1910–1988)               | 15 januari 1957  | 15 januari 1963   | D          |                |
| 38     | 1960                                   | Price Daniel                           | Price Daniel (1910–1988)               | 15 januari 1957  | 15 januari 1963   | D          |                |
| 39     |                                        | John Connally                          | John Connally (1917–1993)              | 15 januari 1963  | 20 januari 1969   | D          | 1962           |
| 39     | 1964                                   | John Connally                          | John Connally (1917–1993)              | 15 januari 1963  | 20 januari 1969   | D          |                |
| 39     | 1966                                   | John Connally                          | John Connally (1917–1993)              | 15 januari 1963  | 20 januari 1969   | D          |                |
| 40     |                                        | Preston Smith                          | Preston Smith (1912–2003)              | 20 januari 1969  | 16 januari 1973   | D          | 1968           |
| 40     | 1972                                   | Preston Smith                          | Preston Smith (1912–2003)              | 20 januari 1969  | 16 januari 1973   | D          |                |
| 41     |                                        | Dolph Briscoe                          | Dolph Briscoe (1923–2010)              | 16 januari 1973  | 16 januari 1979   | D          | 1972           |
| 41     | 1974                                   | Dolph Briscoe                          | Dolph Briscoe (1923–2010)              | 16 januari 1973  | 16 januari 1979   | D          |                |
| 42     |                                        | Bill Clements                          | Bill Clements (1917–2011)              | 16 januari 1979  | 18 januari 1983   | R          | 1978           |
| 43     |                                        | Mark White                             | Mark White (1940–2017)                 | 18 januari 1983  | 20 januari 1987   | D          | 1982           |
| 44     |                                        | Bill Clements                          | Bill Clements (1917–2011)              | 20 januari 1987  | 15 januari 1991   | R          | 1986           |
| 45     |                                        | Ann Richards                           | Ann Richards (1933–2006)               | 15 januari 1991  | 17 januari 1995   | D          | 1990           |
| 46     |                                        | Sean Parnell                           | George W. Bush (1946)                  | 17 januari 1995  | 20 december 2000  | R          | 1995           |
| 46     | 1998                                   | Sean Parnell                           | George W. Bush (1946)                  | 17 januari 1995  | 20 december 2000  | R          |                |
| 47     |                                        | Rick Perry                             | Rick Perry (1950)                      | 20 december 2000 | 20 januari 2015   | R          |                |
| 47     | 2002                                   | Rick Perry                             | Rick Perry (1950)                      | 20 december 2000 | 20 januari 2015   | R          |                |
| 47     | 2006                                   | Rick Perry                             | Rick Perry (1950)                      | 20 december 2000 | 20 januari 2015   | R          |                |
| 47     | 2010                                   | Rick Perry                             | Rick Perry (1950)                      | 20 december 2000 | 20 januari 2015   | R          |                |
| 48     |                                        | Greg Abbott                            | Greg Abbott (1957)                     | 20 januari 2015  | heden             | R          | 2014           |
| 48     | 2018                                   | Greg Abbott                            | Greg Abbott (1957)                     | 20 januari 2015  | heden             | R          |                |
| 48     | 2022                                   | Greg Abbott                            | Greg Abbott (1957)                     | 20 januari 2015  | heden             | R          |                |